# 雪松山编组场
雪松山编组场是一个位于美国康涅狄格州纽黑文、北黑文和哈姆登的铁路编组场。它由纽约、纽黑文和哈特福德铁路公司（通常简称为纽黑文）于19世纪90年代初在纽黑文的雪松山社区及其周围建造，因此得名。

## 历史
雪松山编组场的第一个实例是由纽约、纽黑文和哈特福德铁路公司（纽黑文）于19世纪90年代初在纽黑文市雪松山社区及其周围建造的，位于昆尼皮亚克河附近的平地上。
1915年，用于电力机车的电气接触网被添加到该船厂。为了应对第一次世界大战带来的日益增长的交通，该船厂在1917年至1920年间进行了大幅扩建，并在昆尼皮亚克河两岸进行了额外的建设。该建筑项目增加了两个驼峰，铁路车厢通过重力被分类成火车。该调车场在20世纪20年代进一步现代化，成为美国最繁忙的铁路调车场之一，也是整个纽黑文铁路系统中最重要的编组场。
在第二次世界大战期间的高峰期，雪松山调车场每天处理5000多辆火车车厢。战争结束后，随着新英格兰的货运转向公路运输，重工业离开了该地区，船厂的重要性开始下降。1961年纽黑文铁路破产后，大部分院子开始腐烂。1968年，纽约奥尔巴尼附近新重建的塞尔柯克庭院启用后，雪松山庭院以前处理的大部分交通都被引导到了那里，雪松山院子和纽约市之间的汽车浮动服务也结束了。
1969年，宾夕法尼亚中央运输公司接管了该船厂，作为其收购纽黑文铁路的一部分。为了省钱，院子的新主人立即拆除了电线，并关闭了院子的两个凸起中的一个。第二年，宾夕法尼亚中央大学破产，由于延期维修，院子继续恶化。在宾夕法尼亚中央大学的领导下，1974年，该校通往美国其他地区的关键桥梁波基普西大桥在一场火灾中受损，没有被替换，因此该校的重要性进一步下降。Conrail是一条由美国政府组建的新货运铁路，旨在扭转宾夕法尼亚中央铁路和其他破产的美国东北部铁路的命运，于1976年接管运营。船厂的新主人最初进行了一些改进，但在1980年决定关闭船厂剩余的驼峰，并将更多业务转移到塞尔柯克的船厂。雪松山编组场继续被用于对货运列车进行分类，但被改造成了一个平坦的编组场，列车由道岔机车组装和分解。
雪松山编组场一直由Conrail运营，直到1999年，CSX运输公司收购了Conrail在新英格兰的业务。在21世纪初的第一个十年里，CSX通过建造散装货物转运设施扩大了堆场的运营，在这里，散装商品在火车和卡车之间进行转运。包括美铁在内的其他铁路公司也加入了CSX的行列，美铁将该堆场的一部分用作维护东北走廊道路运营的基地。另外两条货运铁路也在20世纪20年代运营往返于该堆场的货运列车，包括普罗维登斯和伍斯特铁路以及康涅狄格州南方铁路。截至2022年，雪松山编组场仍然是康涅狄格州最大的编组场，尽管其规模有所缩小。有人提议重建部分编组场，这可能与纽约市拟建的跨港铁路隧道的建设或长岛湾的汽车浮动服务的恢复相一致。